# Red Rock
Red Rock (en otoe Íno Súje pronunciat ĩꜜno suꜜdʒɛ, que vol dir "Roca Roja"; en pawnee: Pásuuhararu ) és un poble a l'estat d'Oklahoma. Segons el cens del 2000 tenia 293 habitants.

## Demografia
Segons el cens del 2000, Red Rock tenia 293 habitants, 97 habitatges, i 71 famílies. La densitat de població era de 471,4 habitants per km².
Dels 97 habitatges en un 36,1% hi vivien nens de menys de 18 anys, en un 49,5% hi vivien parelles casades, en un 17,5% dones solteres, i en un 26,8% no eren unitats familiars. En el 24,7% dels habitatges hi vivien persones soles el 14,4% de les quals corresponia a persones de 65 anys o més que vivien soles. El nombre mitjà de persones vivint en cada habitatge era de 3,02 i el nombre mitjà de persones que vivien en cada família era de 3,68.
Per edats la població es repartia de la següent manera: un 32,8% tenia menys de 18 anys, un 10,9% entre 18 i 24, un 22,9% entre 25 i 44, un 19,5% de 45 a 60 i un 14% 65 anys o més.
L'edat mediana era de 31 anys. Per cada 100 dones de 18 o més anys hi havia 87,6 homes.
La renda mediana per habitatge era de 17.031 $ i la renda mediana per família de 23.750 $. Els homes tenien una renda mediana de 23.750 $ mentre que les dones 16.875 $. La renda per capita de la població era de 7.185 $. Entorn del 30,4% de les famílies i el 34,7% de la població estaven per davall del llindar de pobresa.

## Poblacions properes
El següent diagrama mostra les poblacions més properes.